# São Tomé és Príncipe történelme
São Tomé és Príncipe Afrika nyugati partjainál, a Guineai-öbölben, az Egyenlítő mentén található két vulkanikus szigeten fekvő független köztársaság, amely fél évezredes portugál fennhatóságot követően, 1975-ben nyerte el a függetlenségét.

## A gyarmati korszak
A lakatlan szigetcsoportot feltehetően 1470/1471 fordulóján – más források szerint 1478/1479 fordulóján – fedezték fel portugál tengerészek. Sem a pontos dátum, sem a felfedező személye nem ismert. 1485-ben a portugál korona birtokba vette São Tomé szigetét, s a João de Paiva kormányzása alatt álló földdarabra 1493-tól az anyaországból elűzött zsidókat, illetve száműzötteket, fegyenceket telepítettek be. A sziget jelentősége megnőtt, amikor az Afrikából Dél-Amerikába irányuló rabszolga-kereskedelem egyik fontos tengeri állomása lett. Az első telepesek egyike, Álvaro da Caminha még az 1490-es években felismerte a cukornádtermesztésnek kedvező talajtani-éghajlati adottságokat, de az intenzív termelés csak a 16. század közepétől indult meg. A fehér – többnyire portugál – ültetvényesek mellett nagyszámú fekete rabszolga került a szigetre, valamint kialakult egy szabad kreol (europid–negrid keverék) réteg. A 17. század közepén a cukortermelés jelentősége visszaesett és a gazdaságilag kevésbé érdekelt portugál fennhatóság meglazulni látszott. A közeli, 1502-től különálló gyarmati területet, Príncipe szigetét 1735-ben ugyan São Toméhoz csatolták, de ekkor már politikai és gazdasági értelemben a helyi kreolok (forros) igazgatták São Tomé és Príncipe ügyeit. A 18. századtól egyre jelentősebb lett a kávé, de főként a kakaóbab monokultúrás termesztése, míg végül a 19. század második felében a portugálok gyakorlatilag újragyarmatosították a szigeteket. A portugál telepesek fokozatosan növelték az ültetvények (roças) kiterjedését, és irányításukat felvásárlás útján, de leginkább erőszakkal átvették a kreoloktól, akik az új helyzetben befolyásukat vesztve némiképp marginalizálódtak a São Tomé-i társadalomban, s városlakókként a közigazgatásban, hivatalokban helyezkedtek el. A két világháború közötti időszakban már egyetlen ültetvény sem volt kreolok tulajdonában, gazdasági jelentőségük ezzel végleg megszűnt. 1875-ben felszabadították ugyan a rabszolgákat, de az ültetvényeken dolgozó, alávetett rétegek helyzete nem javult jelentősen. A fehér ültetvényesek munkásokat szerződtettek más afrikai portugál gyarmatokról, Angolából, Mozambikból és a Zöld-foki-szigetekről, akik száma az 1940-es évekre meghaladta a São Tomé-i lakosságét.

## A függetlenség elnyerése
1951-ben São Tomé és Príncipe Portugália tengerentúli tartománya (província ultramarina) lett. A São Tomé-i társadalmi csoportok között feszülő ellentétek ekkor már forrpontra jutottak. A nyomorúságos barakkokban élő szerződéses munkások gyakran a munkabeszüntetés eszközéhez nyúltak, hogy életkörülményeik javítását elérjék a portugál ültetvényeseknél. A fehérek egyre gyakrabban gyakoroltak nyomást a kreolokra, hogy vállaljanak munkát az ültetvényeken. A középréteget alkotó, városi életmódot folytató kreolok azonban tartottak társadalmi státusuk elveszítésétől, s fellázadtak az ültetvényesek ellen. A gyarmat kormányzója, Carlos Gorgulho kemény kézzel lépett fel a lázongók ellen, s a Batepá-mészárlás néven elhíresült 1953. február 3-ai öldöklés során a gyarmati székhelyen, São Toméban a helyi katonaság több mint ezer fegyvertelen kreol életét oltotta ki.
A szigetek függetlenségéért harcoló São Tomé-i kreolok nacionalista, accrai emigráns csoportja Miguel Trovoada vezetésével 1960-ban bizottságot alapított Comitê de Libertação de São Tomé e Príncipe (CLSTP) néven. Az 1966-os ghánai katonai puccsot követően a CLSTP-t kiutasították Accrából, és működése az elkövetkező években formális volt. 1972 júliusában a CLSTP egykori emigránsai az egyenlítői-guineai Santa Isabelben (ma Malabo), a Kelet-Németországbanban tanult marxista Manuel Pinto da Costa vezetésével újjászervezték mozgalmukat São Tomé és Príncipe Felszabadítási Mozgalma (Movimento de Libertação de São Tomé e Príncipe, MLSTP) néven. Deklarált céljuk hazájuk teljes függetlensége, egy szekuláris, antiimperialista, demokratikus köztársaság kikiáltása, a tervgazdaság és a földreform bevezetése volt.
Az MLSTP azonban nem volt képes hatékonyan képviselni a függetlenségi terveket, s alapítása nyomán nem bontakozott ki semmiféle politikai vagy ellenállási mozgalom São Tomén. Az 1974. április 25-én az anyaországban lefolyt szegfűk forradalma azonban véget vetett a Marcello Caetano vezette portugáliai diktatúrának. Már májusban megalakult az ország első pártja, a kreol tisztviselőkből és katolikus papokból álló, autonómiatörekvéseket képviselő Szabad Népfront (Frente Popular Livre, FPL). Az MLSTP még kivárt, bár irodáját átköltöztette a gaboni Libreville-be és megszervezte Portugáliában tanuló, politikailag elkötelezett marxista-maoista São Tomé-i egyetemisták hazautaztatását. A mintegy húsz diák Gastão Torres vezetésével júniusban szállt partra São Toméban, s azonnal létrehozták a politikai agitációt irányító szervezetüket (Associação Cívica pró-MLSTP). Az elkövetkező hetekben mozgósították az ültetvényeken dolgozó angolaiakat és a helyi kreolokat, demonstrációkat, bojkottokat és munkabeszüntetéseket szerveztek a függetlenség kikiáltását követelve. A zavaros helyzetben mintegy 2000 portugál hagyta el a szigeteket és tért vissza hazájába, végül a portugál kormány 1974. szeptember végén Libreville-ben tárgyalásokba kezdett az MLSTP-vel. November 26-án a felek aláírták a São Tomé és Príncipe dekolonizációjáról szóló algíri egyezményt, s december 21-én Leonel Mário d’Alva vezetésével megalakult az autonóm tartomány ügyvezető kormánya. A fél évszázados portugál fennhatóságtól való elszakadást, a teljes függetlenséget 1975. július 12-én kiáltották ki.

## A függetlenség évei
Az új köztársaság első elnöke az MLSTP főtitkára, Manuel Pinto da Costa lett, aki 1991-ig tartó országlása alatt egypártrendszeren alapuló, a szocialista blokkhoz közel álló, marxista-leninista politikát folytatott. Szoros kapcsolatokat ápoltak a Szovjetunióval és Angolával, bevezették a tervgazdaságot, államosították a nagyobb vállalatokat és bankokat. Minden egyéb párttevékenységet és civil kezdeményezést betiltottak, csupán az MLSTP úttörő-, ifjúsági és női tagozatai végezhettek társadalmi tevékenységet az országban. Bevezették a cenzúrát, egyedül a Nemzeti Rádió (Rádio Nacional) adásai és az 1975-ben alapított pártlap, a Revolução napi kiadásai képviselték a sajtót. A törvényhozó testület a 33 tagú Népi Nemzetgyűlés (Assembleia Nacional Popular) volt, amelynek tagjait a párt választotta ki. 1975-ben felállították a forradalomellenes tevékenységeket vizsgáló bírói testületet (Tribunal Especial para Actos Contra-Revolucionários, TEACR), és újjászervezték a közvetlenül Pinto da Costa irányítása alá rendelt titkosszolgálatot (Departamento da Segurança Nacional). Egyik első „eredményükként” 1977-ben leleplezték és börtönbe vetették Albertino Neto tábornokot és társait, imperialista kémkedés és a köztársasági elnök ellen tervezett merénylet vádjával. A „forradalomellenes” tevékenység üldözésének ideológiai hátterül szolgált az ország vezetésében eluralkodott kényszerképzet, miszerint az imperialista világ hazájuk lerohanására készül, s a baráti Angolától kértek katonai segítséget. Az angolai csapatok végül 1991-ig állomásoztak az országban. 1979-ben Pinto da Costa megszüntette a miniszterelnöki hivatalt, ami csaknem teljhatalmú, kizárólagos elnöki kormányzást eredményezett. 1980-ban 51-re emelték a nemzetgyűlési küldöttek számát, akiket a hét választókörzet küldöttei jelöltek hivatalukba, jóllehet, a törvényhozás feladata továbbra is formális maradt, a képviselők egyhangúlag jóváhagyták a beterjesztett elnöki döntéseket.
A fordulat az ország demokratizálódása felé 1984-ben következett be, amikor Pinto da Costa elismerte, hogy a múltban hoztak rossz döntéseket. Amnesztiát hirdettek, s az elnök korábban emigrációban élő politikai ellenfelei is visszatérhettek hazájukba. Ezzel párhuzamosan diplomáciai kapcsolatokat kezdeményeztek a nyugati világ nagyhatalmaival, s 1986-ban elsőként szerezhetett részesedést egy külföldi cég egy São Tomé és Príncipe-i kávéültetvényben. A tervgazdaságot felszámolták, s 1987-ben a Világbankkal és a Nemzetközi Valutaalappal kötött egyezség értelmében szerkezetváltási programot hirdettek meg, amelynek célja a gazdaság liberalizációja, a privatizáció elősegítése és a nemzeti valuta elértéktelenedésének megállítása volt. 1987 októberében az MLSTP reformszárnyának kezdeményezésére a kormányzat a politikai nyitás, a szabad, többpárti választások mellett is elkötelezte magát. A reformfolyamatokat időlegesen visszavetette, a kormányzatot nagyobb óvatosságra intette az Alfonso dos Santos irányította 1988. márciusi puccskísérlet. 1989 decemberében – Afrikában egyedülálló módon – a párt képviselői tárgyalóasztalhoz ültek az ellenzékiekkel, s hitet tettek a demokráciába való átmenet és a piacgazdaság bevezetése mellett.
1990 augusztusában sikeres referendumot tartottak az új, demokratikus alkotmány bevezetéséről, amely szeptember 10-én lépett hatályba. Szeptember és november között sorra alakultak a pártok, s az első, 1991. január 20-án sorra kerülő többpárti választásokat nagy fölénnyel a volt MLSTP-tagokból és függetlenekből álló Demokratikus Összetartás Pártja – Gondolkodók Csoportja (Partido de Convergência Democrática-Grupa de Reflexão) nyerte meg. Az 1991. március 3-ai köztársaságielnök-választást az ország első és addigi egyetlen, 1975–1979 közötti miniszterelnöke, Miguel Trovoada nyerte meg, s 2001-ig tevékenykedett államfőként.
A belpolitikai helyzet törékeny a szigetországban, az 1991-es fordulatot követően 2008 júniusában sorrendben a tizenötödik kormány alakult meg. 1995 augusztusában, illetve 2003 júliusában katonai junták hajtottak végre puccsot São Tomé és Príncipében, de egy hét elteltével mindkét alkalommal helyreállt a közrend.

## Lásd még
- São Tomé és Príncipe állam- és kormányfőinek listája